# Harukazu Nagaoka
Harukazu Nagaoka (長岡 春一, Nagaoka Harukazu), né le 16 janvier 1877 à Kobe (Japon) et mort le 30 juin 1949[Où ?], est un diplomate et juriste japonais, membre de la délégation japonaise à la commission des responsabilités (en) de la conférence de paix de Paris et représentant du Japon à la Société des Nations. Au cours de sa carrière, il occupe également plusieurs postes judiciaires et arbitraux à l'échelle nationale et internationale, dont celui de juge à la Cour permanente de justice internationale.
Il est le gendre du général d'armée Ōshima Yoshimasa.

## Biographie

### Jeunesse et études
Harukazu Nagaoka naît le 16 janvier 1877 à Kobe. Il est le fils de Nagaoka Yoshiyuki, alors inspecteur au service douanier et tarifaire du jeune ministère japonais des finances. 
Il fait ses études secondaires au premier collège} et au premier lycée de Tokyo avant d'entrer au département de droit français de la faculté de droit de l'université impériale dont il ressort diplômé en 1900. Il passe ensuite l'examen supérieur de la fonction publique et entre au ministère des Affaires étrangères. En 1902, alors qu'il est attaché à la légation japonaise à Paris, il en profite pour suivre des cours à l'École libre des sciences politiques. En 1905, cette dernière lui décerne un doctorat pour sa thèse sur l'Histoire des relations du Japon avec l'Europe aux XVIe et XVIIe siècles.

### Parcours professionnel

#### Carrière diplomatique

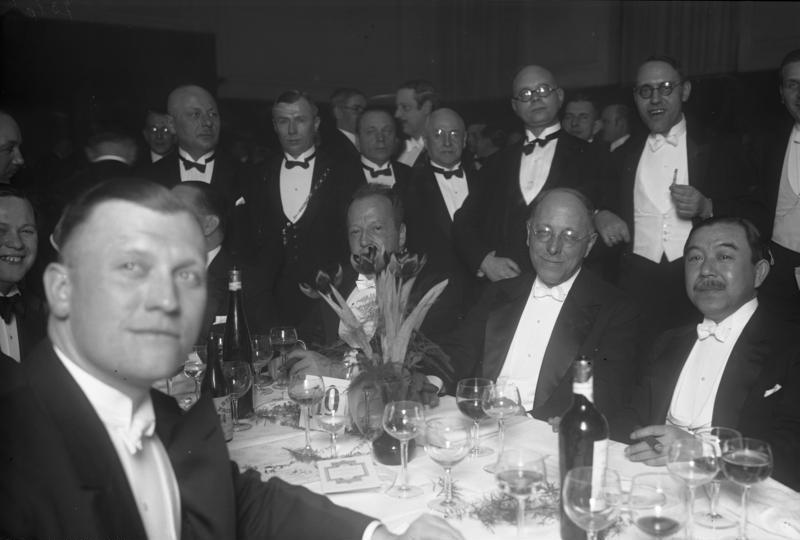
L'ambassadeur Harukazu Nagaoka (premier à partir de la droite) attablé avec le ministre prussien de la Culture Carl Heinrich Becker lors d'une réception à Berlin en février 1929.

En 1906, il est promu au rang de troisième secrétaire de l'ambassade du Japon à Paris. Avant le déclenchement de la Grande Guerre, il est amené à travailler comme secrétaire d'ambassade dans divers autres pays européens (Pays-Bas, Russie, Allemagne, Belgique etc.). En 1915, il fait partie du comité de préparation de la paix, fruit de la volonté du ministres des Affaires étrangères Katō Takaaki. En 1916, il est nommé à la tête de la division du ministère des Affaires étrangères chargé du personnel. En 1917, il retourne en France où il devient conseiller spécialisé de Matsui Keishirō, l'ambassadeur du Japon à Paris. En 1919, il participe à la conférence de la paix de Paris ainsi qu'à la rédaction du traité de Versailles. De 1921 à 1923, il sert comme envoyé du Japon en Tchécoslovaquie avant d'être muté au Pays-Bas. En 1925, il rentre au Japon et succède à Takao Yamakawa (ja) à la tête du bureau des traités du ministère des Affaires étrangères. 
De 1926 à 1930, il est ambassadeur du Japon à Berlin. 
Du 7 avril 1932 au 28 décembre 1933, il est ambassadeur du Japon à Paris. 
Le 24 février 1933, l'assemblée générale de la Société des Nations (SDN) adopte une motion condamnant le Japon en tant que pays agresseur de la Chine à la suite de la présentation des conclusions de la commission Lytton (ja). Harukazu Nagaoka fait alors partie de la délégation japonaise qui quitte immédiatement la séance, actant ainsi le retrait de son pays de la SDN.

#### Carrière juridique
En 1904-1905, il officie comme secrétaire du juge Motono Ichirō (en) dans l'affaire de la taxe immobilière japonaise décidée à la Cour internationale d’arbitrage. En 1907, il intègre le secrétariat de la seconde conférence de La Haye. En 1912, il participe à la délégation japonaise présente à la conférence internationale pour l'unification du droit relatif à la lettre de change et au billet à ordre. En 1914, il siège au tribunal des prises japonais. 
En 1930, il représente le Japon à la conférence pour la codification du droit international (en).
Le 28 décembre 1934, le juge japonais à la Cour permanente de justice internationale Mineichirō Adachi (en) décède et Harukazu Nagaoka est rapidement choisi pour lui succéder. Il siège à la Cour du 14 septembre 1935 au 15 février 1942, d'abord à La Haye, puis à Berne après l'invasion des Pays-Bas par l'Allemagne nazie en mai 1940. 

## Publications

### Livre
- H. Nagaoka, Histoire DES RELATIONS du Japon avec l'Europe aux XVIe et XVIIe Siècles, Paris, Henri Jouve, 1905, 326 p.